# Bill T. Jones

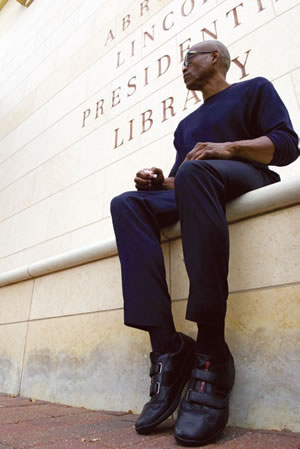
Bill T. Jones (2009)

Bill T. Jones (* 15. Februar 1952 in Bunnell, Florida) ist ein US-amerikanischer Tänzer und Choreograph.
Jones wuchs in Wayland, New York auf und studierte an der Binghamton University, wo er eine Ballettausbildung bei Percival Borde begann. Hier lernte er auch seinen späteren Partner Arnie Zane kennen. Nach einem Amsterdamaufenthalt kehrte er 1973 an die Universität zurück und gründete hier mit Zane, Lois Welk und Jill Becker die Modern-Dance-Gruppe American Dance Asylum, die sich mit Themen wie Rassismus, sexuellem Rollenverständnis und AIDS auseinandersetzte.
1982 gründete Jones mit Zane die Bill T. Jones/Arnie Zane & Company (später Bill T. Jones/Arnie Zane Dance Company). Nach dem Tod Zanes, der 1988 an AIDS gestorben war, erschien 1989 ihr Buch Body Against Body: The Dance and Other Collaborations of Bill T. Jones and Arnie Zane, in dem Jones und Zane ihre gemeinsame Arbeit in der Company reflektierten. In den Jahren darauf entstanden Choreographien, die als die stärksten Jones’ gelten, darunter Last Supper at Uncle Tom’s Cabin/The Promised Land (1990) und Still/Here (1994). 2011 schloss sich die Company mit dem Dance Theater Workshop zur Gruppe New York Live Arts zusammen, deren künstlerischer Leiter Jones wurde.
Daneben arbeitete Jones auch für die Oper und das Musiktheater und schuf u. a. Choreographien zu Michael Tippetts New Year (1990), Leroy Jenkins’ Mother of Three Sons (1991 an der New York City Opera) und Kurt Weills Lost in the Stars (1992). Zu den Auszeichnungen, die Jones erhielt, zählen ein MacArthur-Stipendium (1994), der Dorothy and Lillian Gish Prize (2003), die Mitgliedschaft in der American Academy of Arts and Sciences (2009) sowie die Ehrenmitgliedschaft in der American Academy of Arts and Letters (2011) und der Kennedy Center Honor (2010). Einen Tony Award für die beste Choreographie erhielt er 2007 für Spring Awakening nach dem Theaterstück von Frank Wedekind, sowie 2010 für Fela!, in dessen Mittelpunkt der nigerianische Musiker Fela Kuti steht. Bereits 1995 veröffentlichte er (in Zusammenarbeit mit Peggy Gillespie) Memoiren unter dem Titel Last Night on Earth.
Er arbeitete zudem mit Louis Chude-Sokei zusammen.